# Эдестус
Эдестус или эдест (лат. Edestus) — род хрящевых рыб каменноугольной эпохи. Является дальним родственником геликоприона, относится к отряду евгенеодонтов.

## Этимология
Родовое название происходит от др.-греч. edeste — пожирать, что отсылает на необычную форму и размер зубов рыбы.

## Описание

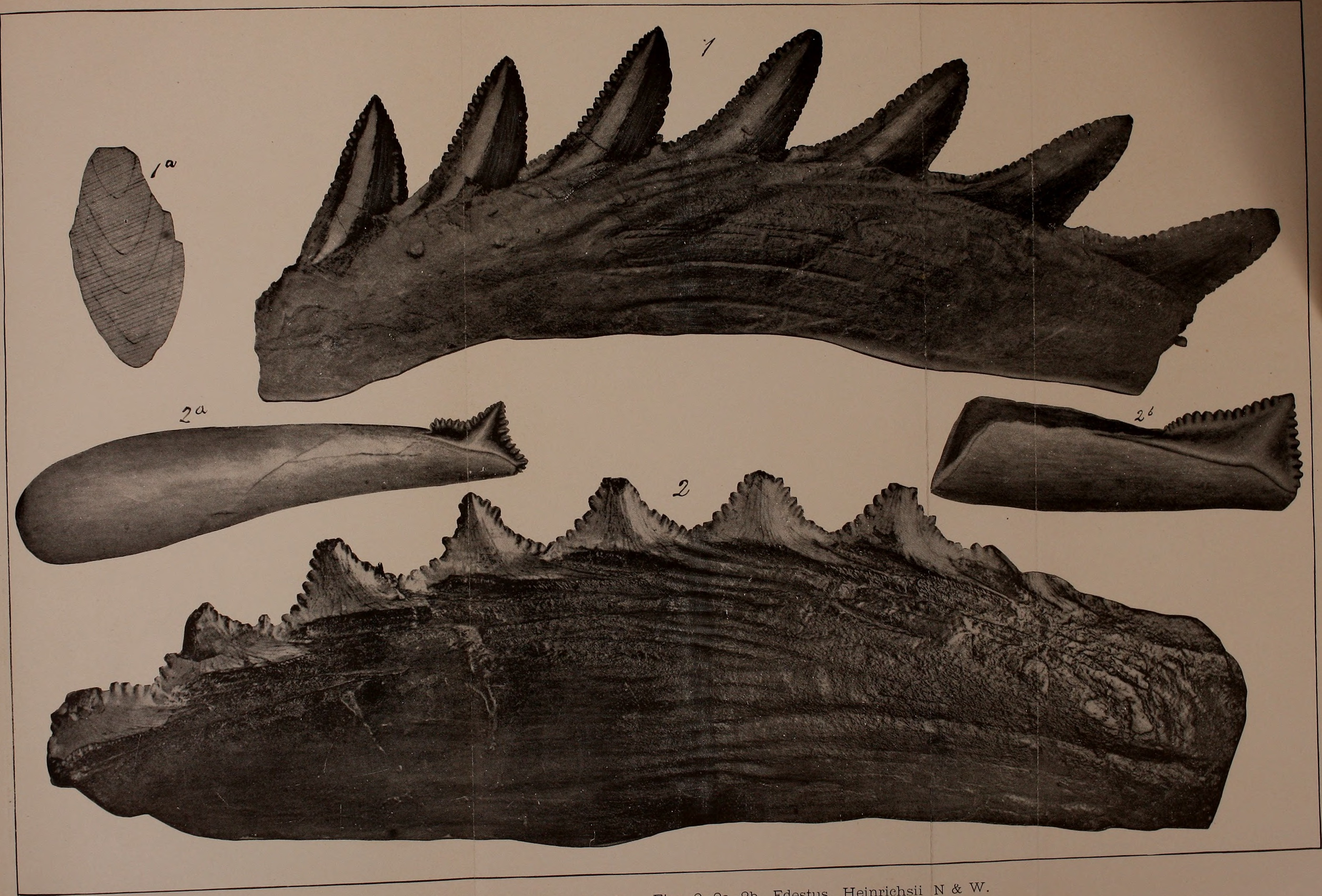
Фрагменты челюстей Edestus, изолированные зубы и корни зубов

Известен в основном по находкам зубов и челюстей. Имел две зубные «дуги», возможно, росшие на симфизах верхней и нижней челюсти. Вероятно, дуги выдавались далеко вперёд из пасти. Самые старые зубы находились у конца дуги, молодые — у её основания. В отличие от геликоприона, зубная «спираль» не образовывалась. Коронки зубов на дугах расширены у основания, так называемые «шпоры» направлены назад. Истинное положение зубных дуг достоверно не известно, есть мнение, что это глоточные зубы.
Судя по всему, рыба выглядела так, словно на морде у неё растут зазубренные ножницы. Назначение столь неуклюжего зубного аппарата остается совершенно непонятным. Боковые («обычные») зубы часто описывают как давящие, хотя их могло вообще не быть. Неясно, могли ли дуги плотно смыкаться. Предполагается, что эдестус был хищником. Он даже сравнивается с современными ламноидными акулами (тахипелагический охотник за крупной добычей). Если так, то это самая крупная хищная рыба своего времени. Судя по остаткам вида Edestus giganteus (поздний карбон Северной Америки — Оклахома), длина эдестуса могла доходить до 6 метров. Высота зубных коронок этого вида доходит до 8 см. Всего описано примерно 5 видов, из среднего карбона — ранней перми Европы (в том числе России) и Северной Америки. Синонимы рода — Edestodus, Protospirata.